# Centraal examen
Het centraal examen (CE) is het afsluitende onderdeel van het eindexamen van het voortgezet onderwijs in Nederland. Het eindexamen bestaat uit het CE en het schoolexamen (SE). In het examenprogramma zijn de exameneenheden aangewezen waarover het CE zich uitstrekt.

## Kenmerken
Het CE is bij wet geregeld en wordt ten behoeve van scholen door de VO-raad en AOC Raad met actuele protocollen ten aanzien van geheimhouding en procedures ondersteund. Het wordt gekenmerkt door landelijke standaardisering van opgaven (gelijke of gelijkwaardige), afnamecondities en beoordeling.
Het College voor Toetsen en Examens (CvTE) is verantwoordelijk voor de centrale examens die in samenwerking met Cito worden ontwikkeld.
Het praktijkgedeelte van het CE (voor vmbo bb en kb) begint eind maart/begin april.
Het schriftelijke gedeelte van het CE wordt afgenomen in drie tijdvakken.
- Het eerste tijdvak is in de tweede helft van mei. Hierin worden voor iedereen alle examens afgenomen, op de middelbare scholen en vavo-scholen voor volwassenen.
- Het tweede tijdvak is in de tweede helft van juni. Dit tijdvak is bedoeld voor herkansingen en voor kandidaten die door overmacht tijdens het eerste tijdvak een of meerdere examens niet konden afleggen.
- Het derde tijdvak vindt plaats in de tweede helft van augustus. Hierin worden de examens uitsluitend door de staatsexamencommissie afgenomen. Het derde tijdvak is, net als het tweede, voor kandidaten die het examen nog niet hebben kunnen voltooien, of nog een herkansing tegoed hebben.

## Soorten
Het CE kent verschillende soorten examens.
- Het vmbo bb en kb kennen voor de praktijkvakken een cspe (centraal schriftelijk en praktisch examen) en uitsluitend voor de avo-vakken (algemeen vormende vakken) een cse (centraal schriftelijk examen).
- vmbo gl, vmbo tl, havo en vwo kennen voor de kunstvakken een cpe (centraal praktisch examen) en voor de overige vakken een cse (centraal schriftelijk examen).

## Trivia
- In 1945 kon het Centrale Examen niet doorgaan door de Tweede Wereldoorlog.[2] Alle kandidaten kregen het diploma, behalve leerlingen van wie de vergadering van directeur en leraren vond dat ze op grond van hun gedragingen tijdens de bezetting niet aanmerking kwamen voor een ‘gratis’ diploma.[3]
- Vanwege de coronapandemie werd er ook in 2020 geen Centraal Examen afgenomen. Leerlingen aan het voortgezet onderwijs konden dat jaar hun diploma behalen na afronding van de schoolexamens, die eerder in het schooljaar afgenomen werden.[4]